# Lettergieterij

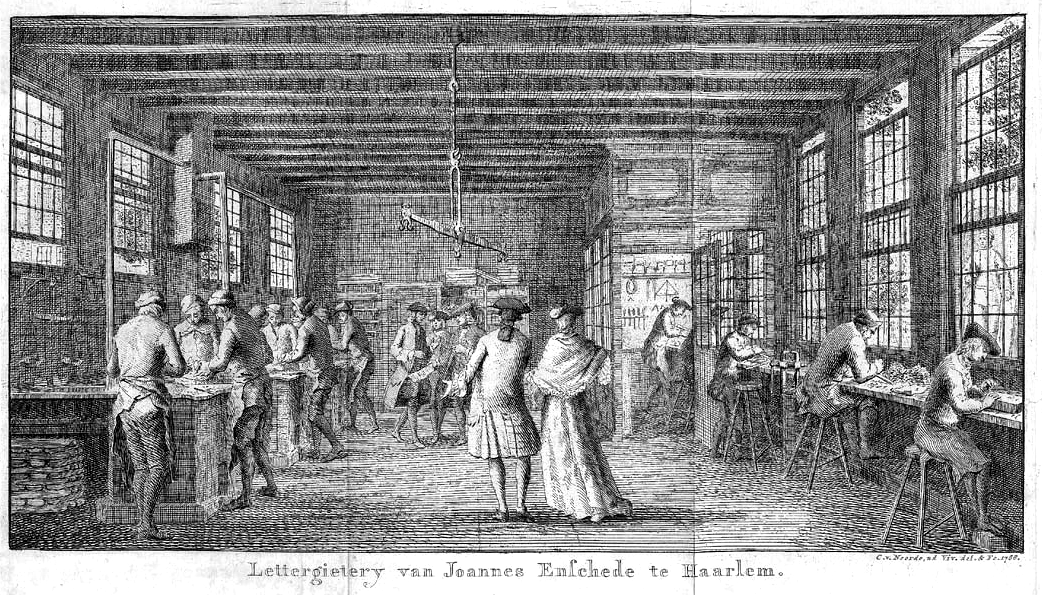
Lettergieterij van Joh. Enschedé te Haarlem

Een lettergieterij is een bedrijf waar losse loden letters worden gefabriceerd.
Na de uitvinding van de boekdrukkunst werden de benodigde loden letters in de drukkerijen zelf gegoten. Door specialisatie ontstonden zelfstandige lettergieterijen. Hier werden letters en andere gegoten benodigdheden voor drukkerijen gemaakt, zoals spaties, interlinie en holwit.
Door de uitvinding van de zetmachine aan het einde van de negentiende eeuw kwam het gieten van letters bij veel grotere drukkerijen weer onder het eigen dak.
De bekendste Nederlandse lettergieterijen waren de N.V. Lettergieterij Amsterdam voorheen N.Tetterode en Joh. Enschedé en Zonen N.V. te Haarlem. Door de opkomst van de offsetdruk werden de gieterijen gesloten. Tal van loden lettertypen bleven als digitale fonts beschikbaar.

## Letters

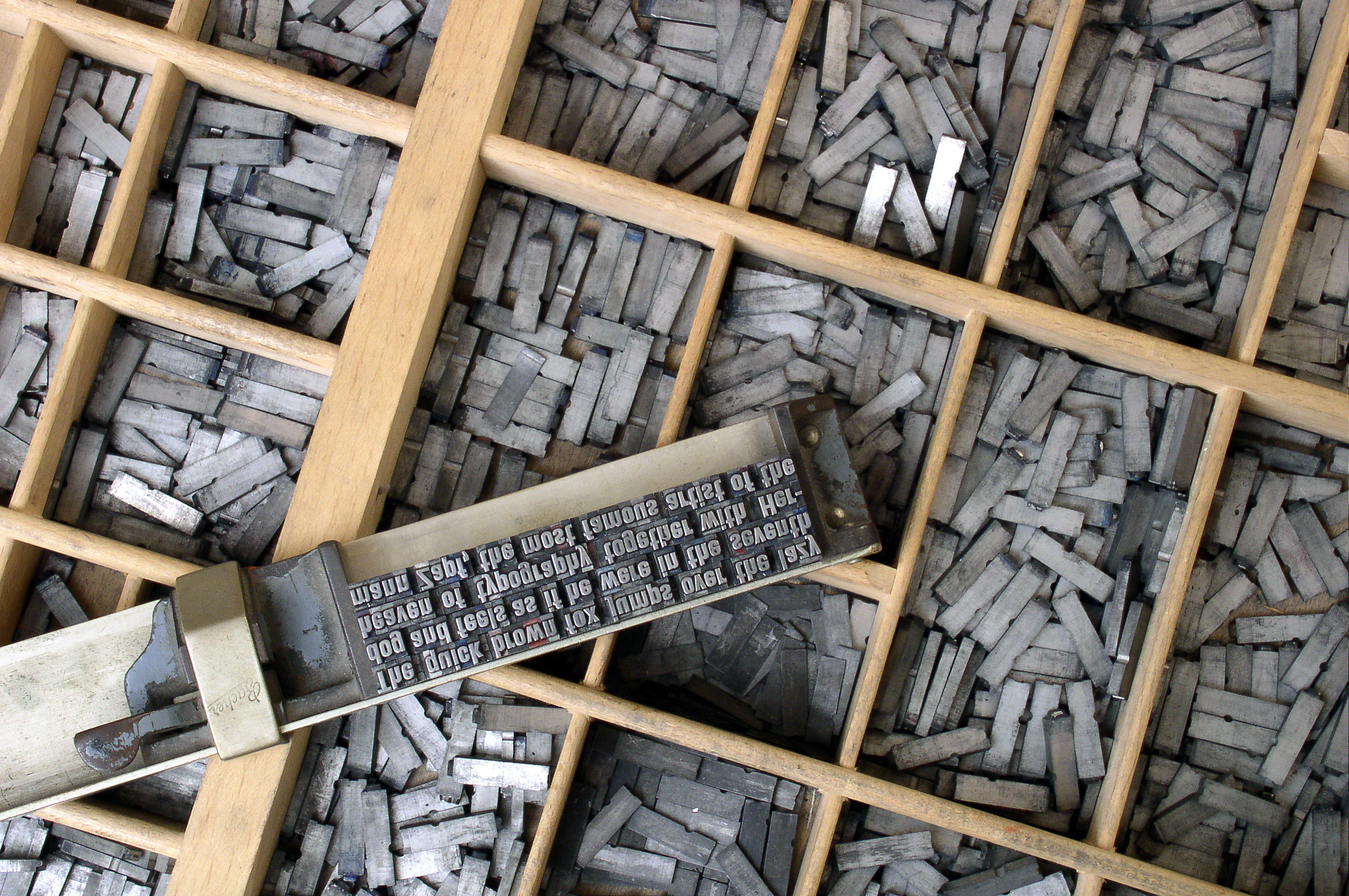
Het zetten van tekst met loden letters, in een zethaak

Het letterstaafje wordt gegoten uit een legering van lood, antimoon en tin in een gietvorm die een matrijs bevat met daarin het leesbare beeld van de letter. Het hoofdbestanddeel lood wordt gebruikt omdat het makkelijk te smelten en te gieten is.
Tin wordt toegevoegd:
- om de eenheid van de legering te bevorderen
- tin vergroot de vloeibaarheid van het mengsel
- tin laat de oppervlakte-spanning van het mengsel afnemen
- hierdoor kan de matrijs tot in alle details worden gevuld.

Antimoon heeft eveneens meerdere functies:
- bij het afkoelen van de legering worden mengkristallen van tin en antimoon gevormd, die bepalend zijn voor de hardheid van de legering.
- als antimoon stolt zet het uit, in tegenstelling tot lood en tin, die metalen krimpen als ze van vloeistof overgaan in een vaste stof. De uitzetting van het antimoon gaat die krimp tegen, waardoor het letterbeeld niet in de matrijs afbreekt.

Bij het afkoelen ontstaan eerst de mengkristallen van tin en antimoon, daarbij komt de kristallisatie-warmte vrij. Dat zorgt ervoor dat de vloeistof slechts langzaam afkoelt. De kristallen nemen tin en antimoon op, en daardoor neemt de hoeveelheid tin en antimoon in de vloeistof snel af. Tot er een evenwicht ontstaat: en het eutecticum (4% Tin en 12% Antimoon) wordt bereikt. Bij 240 graden Celsius stolt het daarna als een geheel. Om deze reden gebruiken regelgietmachines als Linotype, Intertype en Ludlow legeringen die heel dicht bij het eutecticum liggen: de regel moet als een geheel stollen.
bij het smelten van letterlood, gaan de tin-antimoon-kristallen in de omringende vloeitof drijven. Ze zijn lichter. Om te zorgen dat de vloeistof homogeen blijft dient de vloeistof geroerd te worden, ook om te zorgen dat de kristallen zo kort mogelijk aan de buitenlucht worden bloot gesteld. Enige oxidatie kan echter niet voorkomen worden, en dit poeder moet met enige regelmaat worden verwijderd.

### Bewaren van loodletter
Loodletter dient op kamer temperatuur worden bewaard. Bij lagere temperaturen kan door rekristallisatie van het tin in de letter tinpest ontstaan, te herkennen aan een wit-achtig poeder.